# نواة شبكية عرطلية الخلايا
النواة الشبكية عرطلية الخلايا أو النواة عملاقة الخلايا هي منطقة فرعية من التكوين النخاعي الشبكي. وكما يشير الاسم فهي تتكون أساسا مما يسمى الخلايا العصبية العرطلية (العملاقة).
يُعرف بأن هذه النواة تقوم بإعصاب نواة العصب تحت اللسان الذنبية، وتستجيب للمنبهات جلوتاميكية الفعل. تستثير النواةُ عرطلية الخلايا نواةَ العصب تحت اللسان وتلعب دورا في أفعال العصب المذكور. كما أنها تستقبل اتصالات من السنجابية المحيطة بالمسال، النواة الوطائية المجاورة للبطين، النواة المركزية للوزة، الوطاء الجانبي، والنواة الشبكية صغيرة الخلايا.
أظهرت الدراسات الرجعية أن تكوين الدماغ المتوسط الشبكي العميق ونواة جسر الفم الشبكية يمتدان إلى النواة عرطلية الخلايا. الجزء الظهري المنقاري من خلايا النواة العملاقة الشبكية له دور كذلك في توسط الزفير (إخراج الهواء) إلى جانب النواة الشبكية صغيرة الخلايا.